# Zápas na Letních olympijských hrách 1984 – muži, volný styl do 52 kg
Zápas ve volném stylu ve váhové kategorii do 52 kg probíhal na Letních olympijských hrách 1984 v Anaheimském Convention Center. O medaile se utkalo celkem 17 zápasníků. 

## Turnajové výsledky
Zápasníci jsou rozděleni do dvou skupin. Je aplikován systém na dvě porážky.
Legenda
- TF — Lopatkové vítězství
- ST — Vítězství na technickou převahu, 12 bodů rozdíl
- PP — Vítězství na body, 1-7 bodů rozdíl, poražený s body
- PO — Vítězství na body, 1-7 bodů rozdíl, poražený bez bodů
- SP — Vítězství na body, 8-11 bodů rozdíl, poražený s body
- SO — Vítězství na body, 8-11 bodů rozdíl, poražený bez bodů
- P0 — Vítězství pro pasivitu, protivník bez bodů
- P1 — Vítězství pro pasivitu, vedoucí 1-7 bodů
- PS — Vítězství pro pasivitu, vedoucí 8-11 bodů
- DC — Vítězství z rozhodnutí, skóre 0-0
- PA — Vítězství pro soupeřovo zranění
- DQ — Vítězství pro soupeřovu diskvalifikaci
- DNA — Nenastoupil
- L — Porážky
- ER — Kolo vyřazení
- CP — Klasifikační body
- TP — Technické body

### Skupiny

#### Skupina A
| L       |                           | CP        | TP      |                           | L       |         |
| Round 1 | Round 1                   | Round 1   | Round 1 | Round 1                   | Round 1 | Round 1 |
| ------- | ------------------------- | --------- | ------- | ------------------------- | ------- | ------- |
| 0       | Iván Garcés (ECU)         | 4-0 ST    | 14-2    | Lou Wie-Ki (TPE)          | 1       |         |
| 1       | Jesmond Giordemaina (MLT) | 0-4 ST    | 0-12    | Kim Čong-kju (KOR)        | 0       |         |
| 0       | Aslan Seyhanlı (TUR)      | 3.5-.5 SP | 14-4    | Thierry Bourdin (FRA)     | 1       |         |
| 1       | Fritz Niebler (FRG)       | 1-3 PP    | 11-13   | Ray Takahashi (CAN)       | 0       |         |
| 0       | Liang Dejin (CHN)         |           |         | Bye                       |         |         |
| Round 2 |                           |           |         |                           |         |         |
| 0       | Liang Dejin (CHN)         | 3-1 PP    | 16-11   | Iván Garcés (ECU)         | 1       |         |
| 2       | Lou Wie-Ki (TPE)          | .5-3.5 SP | 3-11    | Jesmond Giordemaina (MLT) | 1       |         |
| 0       | Kim Čong-kju (KOR)        | 3-1 DC    | 0-0     | Aslan Seyhanlı (TUR)      | 1       |         |
| 2       | Thierry Bourdin (FRA)     | 1-3 PP    | 4-5     | Fritz Niebler (FRG)       | 1       |         |
| 0       | Ray Takahashi (CAN)       |           |         | Bye                       |         |         |
| Round 3 |                           |           |         |                           |         |         |
| 0       | Ray Takahashi (CAN)       | 3-1 PP    | 7-3     | Liang Dejin (CHN)         | 1       |         |
| 2       | Iván Garcés (ECU)         | 0-4 TF    | 1:18    | Kim Čong-kju (KOR)        | 0       |         |
| 2       | Jesmond Giordemaina (MLT) | 0-4 ST    | 0-13    | Aslan Seyhanlı (TUR)      | 1       |         |
| 1       | Fritz Niebler (FRG)       |           |         | Bye                       |         |         |
| Round 4 |                           |           |         |                           |         |         |
| 1       | Fritz Niebler (FRG)       | 3.5-0 SO  | 11-0    | Liang Dejin (CHN)         | 2       |         |
| 1       | Ray Takahashi (CAN)       | 1-3 PP    | 10-15   | Kim Čong-kju (KOR)        | 0       |         |
| 1       | Aslan Seyhanlı (TUR)      |           |         | Bye                       |         |         |
| Round 5 |                           |           |         |                           |         |         |
| 2       | Aslan Seyhanlı (TUR)      | 1-3 DC    | 0-0     | Ray Takahashi (CAN)       | 1       |         |
| 2       | Fritz Niebler (FRG)       | 1-3 PP    | 6-13    | Kim Čong-kju (KOR)        | 0       |         |

| Zápasník                  | L | ER | CP  |
| ------------------------- | - | -- | --- |
| Kim Čong-kju (KOR)        | 0 | -  | 17  |
| Ray Takahashi (CAN)       | 1 | -  | 10  |
| Aslan Seyhanlı (TUR)      | 2 | 5  | 9.5 |
| Fritz Niebler (FRG)       | 2 | 5  | 8.5 |
| Liang Dejin (CHN)         | 2 | 4  | 4   |
| Iván Garcés (ECU)         | 2 | 3  | 5   |
| Jesmond Giordemaina (MLT) | 2 | 3  | 3.5 |
| Thierry Bourdin (FRA)     | 2 | 2  | 1.5 |
| Lou Wie-Ki (TPE)          | 2 | 2  | 0.5 |

#### Skupina B
| L       |                       | CP      | TP      |                     | L       |         |
| Round 1 | Round 1               | Round 1 | Round 1 | Round 1             | Round 1 | Round 1 |
| ------- | --------------------- | ------- | ------- | ------------------- | ------- | ------- |
| 0       | Garry Moores (GBR)    | 4-0 TF  | 2:04    | Farag Aly (EGY)     | 1       |         |
| 1       | Joe Gonzales (USA)    | 1-3 PP  | 3-6     | Šaban Trstena (YUG) | 0       |         |
| 1       | Bernardo Olvera (MEX) | 0-4 ST  | 0-12    | Mahabir Singh (IND) | 0       |         |
| 0       | Júdži Takada (JPN)    | 4-0 TF  | 1:27    | Talla Diaw (SEN)    | 1       |         |
| Round 2 |                       |         |         |                     |         |         |
| 1       | Garry Moores (GBR)    | 0-4 TF  | 2:14    | Joe Gonzales (USA)  | 1       |         |
| 2       | Farag Aly (EGY)       | 0-4 TF  | 2:14    | Šaban Trstena (YUG) | 0       |         |
| 2       | Bernardo Olvera (MEX) | 0-4 ST  | 0-12    | Júdži Takada (JPN)  | 0       |         |
| 0       | Mahabir Singh (IND)   | 4-0 TF  | 5:09    | Talla Diaw (SEN)    | 2       |         |
| Round 3 |                       |         |         |                     |         |         |
| 2       | Garry Moores (GBR)    | 0-4 TF  | 1:59    | Šaban Trstena (YUG) | 0       |         |
| 2       | Joe Gonzales (USA)    | 0-4 TF  | 0:58    | Mahabir Singh (IND) | 0       |         |
| 0       | Júdži Takada (JPN)    |         |         | Bye                 |         |         |
| Final   |                       |         |         |                     |         |         |
|         | Júdži Takada (JPN)    | 1-3 DC  | 0-0     | Šaban Trstena (YUG) |         |         |
|         | Mahabir Singh (IND)   | 0-4 ST  | 2-14    | Júdži Takada (JPN)  |         |         |
|         | Šaban Trstena (YUG)   | 4-0 TF  | 1:13    | Mahabir Singh (IND) |         |         |

| Zápasník              | L | ER | CP | Final |
| --------------------- | - | -- | -- | ----- |
| Šaban Trstena (YUG)   | 0 | -  | 11 | 8     |
| Júdži Takada (JPN)    | 0 | -  | 8  | 3     |
| Mahabir Singh (IND)   | 0 | -  | 12 | 1     |
| Joe Gonzales (USA)    | 2 | 3  | 5  |       |
| Garry Moores (GBR)    | 2 | 3  | 4  |       |
| Farag Aly (EGY)       | 2 | 2  | 0  |       |
| Bernardo Olvera (MEX) | 2 | 2  | 0  |       |
| Talla Diaw (SEN)      | 2 | 2  | 0  |       |

### Finále
|                      | CP               | TP               |                     |                  |
| Zápas o 5. místo     | Zápas o 5. místo | Zápas o 5. místo | Zápas o 5. místo    | Zápas o 5. místo |
| -------------------- | ---------------- | ---------------- | ------------------- | ---------------- |
| Aslan Seyhanlı (TUR) | 3.5-.5 SP        | 14-5             | Mahabir Singh (IND) |                  |
| Zápas o 3. místo     |                  |                  |                     |                  |
| Ray Takahashi (CAN)  | 0-4 ST           | 0-12             | Júdži Takada (JPN)  |                  |
| Finálový zápas       |                  |                  |                     |                  |
| Kim Čong-kju (KOR)   | 0-4 PA           |                  | Šaban Trstena (YUG) |                  |

## Finálové pořadí
1. Šaban Trstena (YUG)
2. Kim Čong-kju (KOR)
3. Júdži Takada (JPN)
4. Ray Takahashi (CAN)
5. Aslan Seyhanlı (TUR)
6. Mahabir Singh (IND)
7. Fritz Niebler (FRG)
8. Liang Dejin (CHN)